# Wacław Kobyliński
Władysław Kobyliński, ps. „Dziad” (ur. 3 września 1896 w Gamratce, zm. 11 lipca 1987 w Butler, USA) – pułkownik dyplomowany piechoty Wojska Polskiego, „cichociemny”.

## Życiorys
W 1918 roku ukończył Gimnazjum im. Emiliana Konopczyńskiego. W latach 1923–1925 służył w 34 pułku piechoty w stopniu porucznika ze starszeństwem z dniem 1 czerwca 1919 roku. Z dniem 1 listopada 1925 został przydzielony do Wyższej Szkoły Wojennej w Warszawie, w charakterze słuchacza Kursu Normalnego 1925–1927. Z dniem 28 października 1927, po ukończeniu kursu i otrzymaniu dyplomu naukowego oficera Sztabu Generalnego, został przeniesiony do kadry oficerów piechoty z równoczesnym przydziałem do dowództwa 14 Wielkopolskiej Dywizji Piechoty w Poznaniu na stanowisko oficera sztabu. 27 stycznia 1930 awansował na kapitana ze starszeństwem z dniem 1 stycznia 1930 i 146. lokatą w korpusie oficerów piechoty. W 1931 w Dowództwie Okręgu Korpusu Nr VII w Poznaniu. W październiku 1931 został przeniesiony do 6 pułku piechoty Legionów w Wilnie, a w grudniu 1932 do dowództwa 19 Dywizji Piechoty w Wilnie na stanowisko oficera do zleceń. W latach 1938–1939 był w składzie komitetu redakcyjnego „Przeglądu Wojsk Pancernych”.
W czasie kampanii wrześniowej 1939 pełnił służbę w Sztabie Samodzielnej Grupy Operacyjnej „Narew” na stanowisku szefa Oddziału I.
W czasie kampanii norweskiej 1940, w stopniu majora, dowodził I batalionem Samodzielnej Brygadzie Strzelców Podhalańskich. 28 maja 1940 dowodzony przez niego pododdział miał za zadanie opanowanie wzgórza Skavtuva (650 m) oraz Hestefjellet (773 m), a następnie opanowanie wioski Beisfjord. Po wcześniejszych atakach oddziałów Legii Cudzoziemskiej oraz piechoty norweskiej, które uległy załamaniu, na pozycje niemieckiej zostało skierowane uderzenie I batalionu. Ataki trwały cały dzień, były przerywane przez naloty bombowców niemieckich, ale wieczorem elitarne jednostki niemieckie musiały się wycofać i założone cele zostały zdobyte. Zagroziło to niemieckim liniom komunikacyjnym i było jednym z kluczowych elementów bitwy. Władysław Kobyliński za wykazane męstwo został odznaczony Krzyżem Wojennym. Od 1942 do 13 października 1943 był dowódcą batalionu Strzelców Podhalańskich. W 1944 został „cichociemnym”. Do Polski został przerzucony w ramach operacji „Odwet” w nocy z 16 na 17 października 1944 w operacji lotniczej „Wacek 1” dowodzonej przez kpt. nawig. Romana Chmiela.

## Ordery i odznaczenia
- Krzyż Srebrny Orderu Virtuti Militari nr 8966[5]
- Krzyż Walecznych (dwukrotnie: po raz drugi w 1921)[6]
- Srebrny Krzyż Zasługi (10 listopada 1928)[7]
- Krzyż Wojenny nr 90 (Norwegia)
- Krzyż Wojenny (Francja)